# Alkustjärnen
Alkustjärnen är en sjö i Överkalix kommun i Norrbotten och ingår i Sangisälvens huvudavrinningsområde.